# Iñigo Lekue Martínez
Iñigo Lekue Martínez (Bilbao, Biscaia; 4 de maig de 1993) és un futbolista basc que juga en la demarcació de lateral o extrem. Actualment juga a l'Athletic Club de la Primera Divisió espanyola.

## Trajectòria
Es va formar al planter del Danok Bat bilbaí durant dotze temporades. Acabada la seva etapa com a juvenil, es va incorporar al planter de l'Athletic Club per jugar en el seu segon filial, el CD Basconia. A l'any següent va ascendir al Bilbao Athletic, amb el qual va aconseguir l'ascens a Segona Divisió la temporada 2014/15, sent una peça clau de l'equip filial en el lateral dret. Durant aquesta campanya es va haver de barallar pel lloc amb una altra de les grans promeses del planter de l'Athletic, Markel Etxeberria. Més tard va ser, al costat de Sabin Merino, un dels dos triats per Ernesto Valverde per realitzar la pretemporada 2015-16 amb el primer equip.
Va debutar amb el primer equip de l'Athletic Club el 14 d'agost de 2015, en l'anada de la Supercopa d'Espanya disputada a San Mamés, enfront del FC Barcelona. Va marcar el seu primer gol el 3 d'abril, davant el Granada CF a San Mamés, després de rebre la pilota d'Aritz Aduriz i realitzar una gran jugada individual. En la seva primera temporada en el conjunt blanc-i-vermell va ser un jugador molt polivalent, sobretot, va actuar com a extrem per tots dos costats, ja que els laterals Balenziaga i De Marcos amb prou feines van sofrir lesions. El 25 de novembre de 2016, va marcar el seu primer gol en Lliga Europa de la UEFA, davant el Sassuolo, que va permetre obtenir al conjunt basc la classificació pels setzens de final.El 22 de gener de 2017 va marcar un gran gol davant l'Atlètic de Madrid, amb una rematada des de fora de l'àrea.En la seva segona temporada va continuar sent un dels jugadors més polivalents de l'equip en actuar en tres posicions diferents (lateral dret, extrem dret i extrem esquerre).
La temporada 2017-18, a causa de la llarga absència de De Marcos per lesió, va jugar la majoria dels partits com a lateral dret encara que també va jugar com a lateral esquerre. El 28 de febrer va disputar el seu partit número cent amb l'Athletic Club davant el València (1-1).
La seva quarta temporada en el primer equip va estar marcada per dues lesions de gravetat. A la fi d'agost va sofrir la fractura del mal·lèol del peroné dret de la qual va ser operat a Vitòria i, el 26 de desembre, va haver de ser novament operat d'una discopatia lumbar. Finalment, el 16 de març va tornar als terrenys de joc després de gairebé un any d'absència jugant els minuts finals del triomf davant l'Atlètic de Madrid (2-0).

## Internacional
El 22 de maig de 2016 va ser convocat per Vicente del Bosque per substituir Jonny Castro en la concentració alternativa de la selecció espanyola de cara a preparar l'Eurocopa 2016. El 29 de maig va estar en la banqueta en l'amistós davant Bòsnia i Hercegovina.

## Palmarès
Athletic Club
- 1 Copa del Rei: 2024[14]
- 2 Supercopes d'Espanya: 2015, 2021